# Wedoroanom
Wedoroanom is een bestuurslaag in het regentschap Gresik van de provincie Oost-Java, Indonesië. Wedoroanom telt 3278 inwoners (volkstelling 2010).